# 902 Probitas

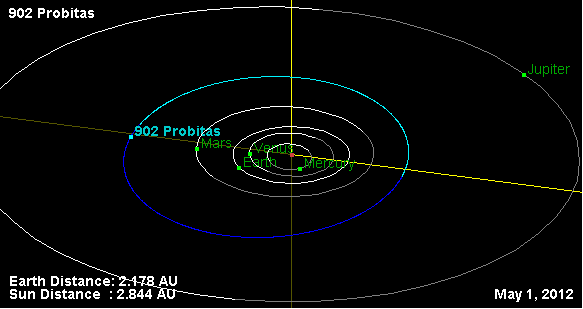

902 Probitas è un asteroide della fascia principale. Scoperto nel 1918, presenta un'orbita caratterizzata da un semiasse maggiore pari a 2,4466403 UA e da un'eccentricità di 0,1788987, inclinata di 6,34846° rispetto all'eclittica.
Il suo nome deriva dal latino probitas, che significa onestà. È stato così chiamato in onore dello scopritore.